# Chuột chù Jouvenet
Chuột chù Jouvenet, tên khoa học Crocidura jouvenetae, là một loài động vật có vú trong họ Chuột chù, bộ Soricomorpha. Loài này được Heim de Balsac mô tả năm 1958. Chúng được tìm thấy ở Bờ Biển Ngà, Guinea Xích Đạo, Liberia và Sierra Leone.